# Gabriella Rodríguez (modelo)
Gabriella Rodríguez (Caracas, 1998) é uma modelo portuguesa-venezuelana, vencedora do concurso Miss Terra Portugal 2021.

## Biografia

### Vida e carreira
Rodríguez nasceu em Caracas, Venezuela e vive em Viana do Castelo, Portugal. Em 2018, participou no “El Concurso de Osmel Sousa” na Venezuela. Em 2020, ela se mudou da Venezuela para Portugal.

### Concurso de beleza
Rodríguez representou Viana do Castelo no Miss Queen Portugal 2021 no dia 15 de junho de 2021 em Braga, Cavado, onde foi vencedora do concurso Miss Terra Portugal 2021. No final do evento sucedeu à cessante Miss Earth Portugal 2020 e ao Miss Terra 2020 Top 20 Ivanna Rohashko de Vila Real.
Rodríguez representará Portugal no concurso Miss Terra 2021.